# Demis Roussos
Pour les articles homonymes, voir Roussos.
Artémios Ventoúris Roússos (Αρτέμιος Βεντούρης Ρούσσος), dit Demis Roussos (en grec : Ντέμης Ρούσσος), est un musicien et chanteur grec, né le 15 juin 1946 à Alexandrie (Égypte) et mort le 25 janvier 2015 à Athènes (Grèce).
D'abord chanteur et bassiste du groupe de rock progressif Aphrodite's Child, avec Vangelis aux claviers, Silver Koulouris à la guitare et Lucas Sideras à la batterie, il entame ensuite une carrière solo principalement orientée vers la variété. Au cours de sa carrière, il vend près de soixante millions de disques à travers le monde.

## Biographie

### Jeunesse
Artémios Ventoúris Roússos est le fils de Geórgios Roússos, ingénieur dans une compagnie de construction immobilière, et d'Olga, chanteuse. Ils naissent tous les deux en Égypte, mais sont respectivement d’origines grecque et italienne. En effet, les grands-parents paternels et maternels de Demis Roussos sont nés en Grèce et gagnent l'Égypte dans les années 1920. Selon une coutume répandue en Grèce comme ailleurs, l'enfant reçoit le prénom de son grand-père paternel : Artémios (dont « Demis » est le diminutif).
Le jeune Artémios vit au sein d’une communauté orthodoxe, dans un pays musulman. De ce fait, il est imprégné de musique grecque et arabe. Attiré par le chant, il fait partie du chœur de l’Église orthodoxe grecque d’Alexandrie : il y chante durant cinq années en tant que soliste et, parallèlement, il étudie le solfège et apprend à jouer de la guitare et de la trompette.
Élève au collège Saint-Marc d'Alexandrie, où l'on ne parle que français, son enfance se passe normalement jusqu'à ce que sa famille perde ses biens durant la crise du canal de Suez. Le chef d'État égyptien Gamal Abdel Nasser donne l'ordre à la communauté grecque d'Alexandrie de quitter l’Égypte. La famille Roussos quitte le pays à bord du Lydia pour s'installer dans sa patrie d'origine en 1961,.

### Débuts musicaux
À leur retour en Grèce, Artémios doit travailler pour aider sa famille : il va à l'école le jour et le soir il joue de la trompette dans les clubs d'Athènes. N’ayant que la musique en tête, au grand désespoir de sa mère, qui cherche pour lui la meilleure école d’Athènes, il forme en 1963, à l'âge de 17 ans, son premier groupe We Five, et rejoint plus tard The Idols comme guitariste et bassiste. Ce groupe se compose alors de son cousin Jo, de Natis Lalaitis, de Nikos Tsiloyan et d'Anthony. Un jour, Demis Roussos doit remplacer un court instant le chanteur du groupe : il interprète alors The House of the Rising Sun et un autre grand succès du moment When a Man Loves a Woman, de Percy Sledge.
D’emblée, le public est conquis par sa voix. Envahi par un grand besoin d’indépendance, il sent mûrir le besoin d’assurer sa propre vie. Aussi, groupes et clubs font-ils partie désormais de son quotidien. La rencontre de Lucas Sideras et d'Argyris Silver Koulouris l’amènera à jouer les succès internationaux du moment dans les boîtes et les clubs. Le grand tournant de cette vie musicale sera sa rencontre dans un bouge d’Athènes durant l’été 1966 avec Vangelis Papathanassiou, alors musicien dans un quintet de jazz. Au sein de son groupe, Demis Roussos chante de plus en plus, devenant souvent soliste. Quelques autres rencontres ont lieu avec Vangelis, et Demis Roussos finit par décider de quitter The Idols.

### Période Aphrodite's Child
Ces jeunes musiciens, coupés de l’activité musicale internationale, entrevoient bien vite qu’une carrière intéressante ne peut se faire qu’en dehors de leur pays. À la fin de mars 1968, Demis Roussos et Lucas Sideras prennent le chemin de Londres, Vangelis devant les rejoindre quelques jours plus tard. Le sort en décide autrement : arrivés à Douvres sans permis de travail, les douaniers anglais découvrent dans leurs bagages des photos, des bandes magnétiques et comprennent les intentions de ces jeunes musiciens. Les deux jeunes sont refoulés en France et retournent à Paris, où ils sont bloqués par les événements politiques et sociaux de Mai-68.
Voyant leurs maigres économies fondre jour après jour, ils se rendent alors chez Phonogram, où ils signent un contrat exclusif de six ans, sous le nom d'Aphrodite's Child et peuvent enregistrer le tube Rain and Tears, composé par Vangelis et dont les paroles sont écrites par Boris Bergman, alors jeune auteur proposé au groupe par la maison de disques. L’enregistrement est achevé le jour qui précède la grève générale chez Phonogram/France. Quelques semaines plus tard, le disque est numéro un au hit-parade. Les propositions de concerts s'enchaînent.
Peu à peu, Vangelis cherche à sortir de la musique pop, tandis que Demis Roussos veut voler de ses propres ailes. Avant même la sortie de leur troisième disque 666, le groupe se sépare, laissant à Vangelis le soin de terminer le mixage de l'album. 
Demis Roussos devient par la suite chanteur international et Vangelis compositeur d'avant-garde et de bandes sonores à succès pour le cinéma.

### Carrière solo

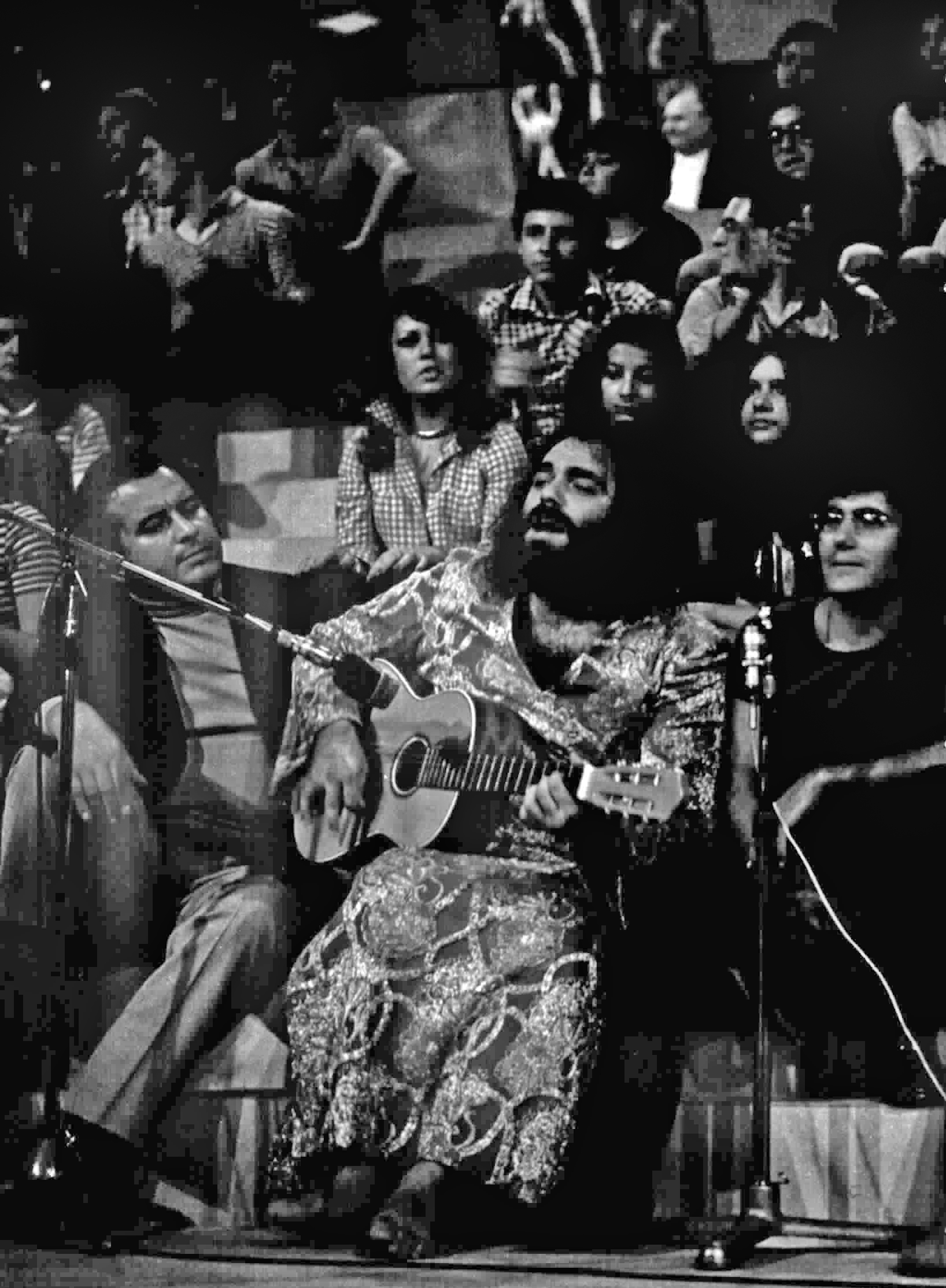
Demis Roussos en 1972.

En juin 1971, paraît le premier 45 tours solo de Demis Roussos : We Shall Dance. Avec cette chanson, l'artiste grec est vainqueur du Festivalbar en Italie, puis grimpe en tête du hit-parade en France.
Le premier album en solo de Demis Roussos est réalisé fin 1971, il a pour titre On The Greek Side Of My Mind et plus tard Fire And Ice, mais avec une pochette différente.
Ce disque est un mélange de folklore grec et de musique pop à l’exemple de la chanson She Came Up From The North.
Le 45 tours No Way Out sorti dans les bacs en février 1972 passe inaperçu, mais My Reason devient le tube de l'été suivant. We Shall Dance et My Reason sont enregistrés en espagnol sous les titres de Bailaré, bailaras et Mi razón.

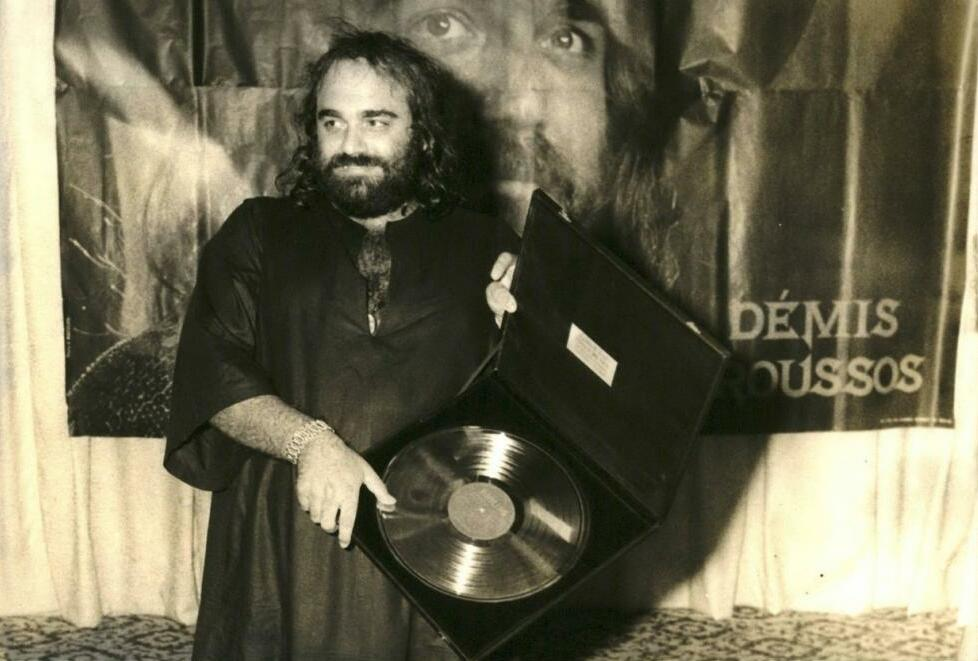
Demis Roussos en 1973.

1973 est pour Demis Roussos une année exceptionnelle, il enregistre un 45 tours, pour la première fois en langue française : Le Peintre des étoiles, la chanson du feuilleton Le Jeune Fabre qui passe à la télévision française.
En mars 1973 sort son second album Forever and Ever, considéré comme l'un de ses meilleurs : dix titres qui comprennent cinq tubes. Le chanteur grec reprend certains des titres de cet album en langue espagnole : Por siempre, hasta siempre (Forever and Ever), Mañanas de terciopelo (Velvet Mornings) et Adiós mi amor, adiós (Good-Bye My Love, Good-Bye), cette dernière chanson est aussi enregistrée en allemand, comme la chanson Mara qui est publiée également en langue allemande. Quatre titres seront mis de côté et non enregistrés : Thousand Years From Wandering, la chanson-collage pop Ulysses, une reprise de I Want To Live (Aphrodite's Child) et lors des concerts Song Of Good-Byes, on peut entendre certains de ces titres inédits dans le DVD-CD Demis Roussos At The Royal Albert-Hall, 31 december 1974 (2010).
À l'été 1973, paraît le 45 tours Good-Bye My Love, Good-Bye en version plus courte, avec en face B l'inédit Yellow Paper.
Pour le troisième album en 1974, My Only Fascination, Demis Roussos utilise les ingrédients qui lui ont fait connaître le succès, la musique grecque avec White Sails, la variété méditerranéenne : (Marlène), le hit Lovely Lady Of Arcadia et deux reprises, Smile (Chaplin) et Let It Be Me — Je t'appartiens — (Gilbert Bécaud), à l'automne suivant, sort un 45 tours With You avec When Forever Is Gone en face B.
En 1975, pour l'album Souvenirs, Demis Roussos enregistre une nouvelle version de Song of Goodbyes qui a pour titre Sing an Ode to Love. Puis, en 1977 pour son album The Demis Roussos Magic, il collabore à nouveau avec Vangelis qui joue et écrit les arrangements, en plus de produire le disque. 
Durant des années, Roussos doit lutter contre son obésité. Après l'échec malheureux de plusieurs régimes dissociés, il décide, en juin 1980, à 147 kg de se prendre en main. Il perd cinquante kilogrammes en dix mois et élabore sa propre méthode qu'il publie en 1986 dans Question de poids, écrit avec son amie photographe Véronique Skawinska. 
En 1982, il produit son album sobrement intitulé Demis, sur lequel on retrouve entre autres, trois chansons qui se démarquent. La première s'intitule Lament composée paroles et musique par Jon Anderson chanteur du groupe Yes ; ce dernier a aussi écrit les paroles des deux autres chansons, à savoir Song For The Free dont la musique est de Alex Spyropoulos et, finalement, Race To The End qui est une version chantée du thème du film Les Chariots de feu dont la musique a été composée et produite par Vangelis ; c'est d'ailleurs lui qui joue des claviers. Il collabore à nouveau avec son ancien compère sur la bande son du film Blade Runner où il effectue des vocalises. 

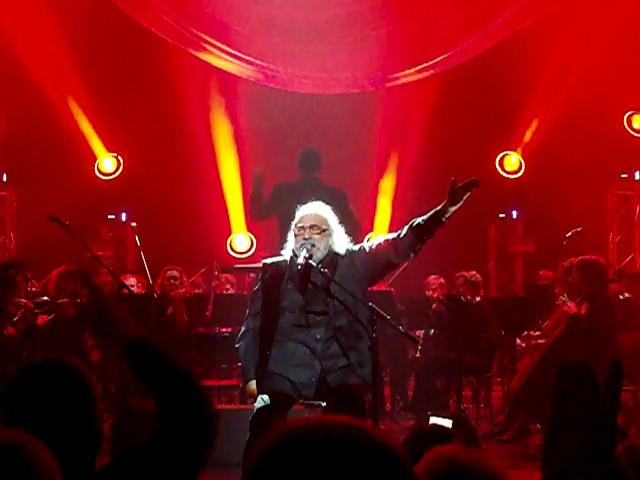
Demis Roussos en concert à Kiev en 2012.

Le 14 juin 1985, il croit sa dernière heure arrivée lorsque le vol 847 TWA qui l'amène en Italie avec sa troisième femme Pamela est détourné sur Beyrouth par deux terroristes chiites du Hezbollah.
Otage pendant quatre jours, il « sera profondément marqué par cette épreuve et il abandonnera volontiers les mélodies sirupeuses de sa carrière solo pour chanter la paix avec une conviction sans précédent ».
À partir des années 1990 sa carrière marque le pas, d'autant qu'il commence à connaître des problèmes de santé, notamment de dos et de reins.
En 2006-2007, il participe à la première saison de la tournée Âge Tendre et Têtes de Bois aux côtés notamment de Michèle Torr, Frank Alamo et Richard Anthony. Il poursuit cette tournée en 2007-2008 pour la seconde saison. En 2011-2012, il sera à nouveau de la tournée pour la saison 6, aux côtés notamment de Michel Delpech, Annie Cordy et Hervé Vilard.
Le 11 mai 2009, son dernier album pop-rock, Demis sort chez Discograph, entièrement composé par les artistes Picci et Almo.

### Mort
Demis Roussos meurt le 25 janvier 2015 des suites d'un cancer de l'estomac, du pancréas et du foie, dans un hôpital privé d'Athènes, à l'âge de 68 ans,,. Il est inhumé le 30 janvier 2015 dans le premier cimetière d'Athènes, en présence de plusieurs centaines de personnes, dont plusieurs personnalités médiatiques comme Nikos Aliagas et son amie Nana Mouskouri.

### Vie privée
Avec sa première épouse française Monique David, il a une fille, prénommée Emily, qui a été son manager pendant plusieurs années. Avec sa deuxième femme Dominique , il a en 1975 un fils, Cyril, DJ. Après avoir épousé Pamela Smith, une Américaine, il vit les vingt-deux dernières années de sa vie avec sa quatrième épouse, Marie, professeur de yoga,.
Attiré par le paranormal, il déclare en 1976 être la réincarnation d'Alexandre le Grand et dit en 1987 descendre des pharaons,.

#### Personnalité
De forte corpulence, cheveux longs et barbe fournie, portant de longs caftans de couleurs vives, Demis Roussos cultive son look de pope décalé et ses influences musicales orientales, forgeant nombre de ses succès dans toutes les langues en jouant sur cet exotisme et sur des mélodies pour romance et déclaration d’amour.
Il est reconnaissable à son timbre chaud de ténor et sa puissance (ce qui lui vaut le surnom de « Pavarotti pop »), aux trémolos en bout de note chantés par une voix de tête.

## Discographie

### Albums studio
- 1971 : On the Greek Side of My Mind (connu aussi sous le titre Fire and Ice)
- 1973 : Forever and Ever
- 1974 : My Only Fascination
- 1974 : Auf Wiedersehn (en allemand)
- 1975 : Souvenirs
- 1976 : Happy to Be...
- 1976 : Die Nacht und der Wein (en allemand)
- 1977 : Kyrila – Insel der Träume (en allemand)
- 1977 : The Demis Roussos Magic
- 1977 : Ainsi soit-il (en français)
- 1978 : Demis Roussos
- 1979 : Universum (éditions différentes : en français, italien, espagnol, allemand)
- 1980 : Man of the World
- 1982 : Demis (contient les chansons Lament de Jon Anderson paroles et musique, Song for the Free de Jon Anderson et Alex Spyropoulos et Race to the End de Jon Anderson et Vangelis.)
- 1982 : Attitudes
- 1984 : Reflection
- 1985 : Senza tempo
- 1986 : Greater Love
- 1987 : The Story of Demis Roussos
- 1987 : Come All Ye Faithful (album de chants de Noël)
- 1988 : Le Grec (en français)
- 1988 : Time
- 1989 : Voice and Vision
- 1991 : Photo Fixe
- 1993 : Insight (Morning Has Broken ou Adagio)
- 1995 : Demis Roussos in Holland
- 1995 : Immortel
- 1996 : Serenade
- 1997 : Mon île (en français)
- 2000 : Auf meinen Wegen (en allemand)
- 2005 : Live in Brazil
- 2009 : Demis

### Singles
Les principaux succès de Demis Roussos en solo :
- 1971 : We Shall Dance
- 1972 : My Reason
- 1973 : Forever and Ever
- 1973 : My Friend the Wind
- 1973 : Goodbye, My Love, Goodbye
- 1973 : Someday, Somewhere
- 1974 : My Only Fascination
- 1974 : With You
- 1975 : From Souvenirs to Souvenirs
- 1975 : Happy to Be on an Island in the Sun
- 1977 : Mourir auprès de mon amour
- 1977 : Ainsi soit-il
- 1978 : Loin des yeux loin du cœur
- 1979 : Chantez enfants du monde
- 1980 : Credo (I Need You)
- 1981 : La Course infinie
- 1982 : Race to the End
- 1982 : Au nom de l'amitié
- 1983 : Follow Me
- 1986 : Island Of Love
- 1987 : Quand je t'aime
- 1988 : Le Grec
- 1988 : Time
- 1989 : On écrit sur les murs

## Filmographie
- 2013 : Tu honoreras ta mère et ta mère, film de Brigitte Roüan : Le Pope

## Distinctions et hommages
- Le 30 septembre 2013, il reçoit à Athènes des mains de l'ambassadeur de France en Grèce Jean Loup Kuhn-Delforge, les insignes de chevalier de la Légion d'honneur[22],[23].
- L'astéroïde (279226) Demisroussos, découvert en 2009, est nommé ainsi en hommage au chanteur.